# Đắk Nông
Đắk Nông là một tỉnh cũ thuộc vùng Tây Nguyên, miền Trung, Việt Nam.
Năm 2021, Đắk Nông là tỉnh, thành Việt Nam đông thứ 57 về số dân, xếp thứ 52 về Tổng sản phẩm trên địa bàn (GRDP), xếp thứ 47 về GRDP bình quân đầu người, đứng thứ 7 về tốc độ tăng trưởng GRDP. Với 660.135 người dân, số liệu GRDP đạt 20,7 nghìn tỉ Đồng (tương ứng với 896,1 triệu USD), GRDP bình quân đầu người đạt 59,61 triệu đồng (tương ứng với 2.600 USD), tốc độ tăng trưởng GRDP đạt 8,63%.
Ngày 12 tháng 6 năm 2025, Quốc hội thông qua Nghị quyết số 202/2025/QH15 về việc sắp xếp đơn vị hành chính cấp tỉnh năm 2025, theo đó tỉnh được giải thể vào 1 tháng 7 năm 2025 cùng tỉnh Bình Thuận để sáp nhập vào tỉnh Lâm Đồng.

## Địa lý

### Vị trí địa lý
Đắk Nông nằm ở cửa ngõ phía tây nam của Tây Nguyên, nằm trong vùng tọa độ từ 11°45 đến 12°50 vĩ độ bắc và từ 107°12 đến 108°07 kinh độ đông. Trung tâm tỉnh là thành phố Gia Nghĩa, nằm cách thành phố Buôn Ma Thuột 125 km theo đường quốc lộ 14, cách trung tâm Thành phố Hồ Chí Minh khoảng 250 km về phía Nam, cách trung tâm thành phố Đà Nẵng khoảng 689 km về phía Bắc, cách trung tâm thủ đô Hà Nội khoảng 1358 km về phía Bắc, có vị trí địa lý:
- Phía đông và phía bắc giáp tỉnh Đắk Lắk
- Phía tây giáp tỉnh Bình Phước và tỉnh Mondulkiri, Vương quốc Campuchia với đường biên giới dài khoảng 141 km[10]
- Phía nam giáp tỉnh Lâm Đồng[11].

#### Các điểm cực của tỉnh Đắk Nông:
- Điểm cực Đông: xã Đắk Som, huyện Đắk Glong
- Điểm cực Tây: xã Quảng Trực, huyện Tuy Đức
- Điểm cực Nam: xã Hưng Bình, huyện Đắk R'lấp
- Điểm cực Bắc: xã Ea Pô, huyện Cư Jút.

Trên địa bàn tỉnh Đắk Nông có 2 cửa khẩu quốc tế với Vương quốc Campuchia là cửa khẩu Đăk Per thuộc huyện Đắk Mil và Bup'rang thuộc địa phận Tuy Đức.

### Điều kiện tự nhiên

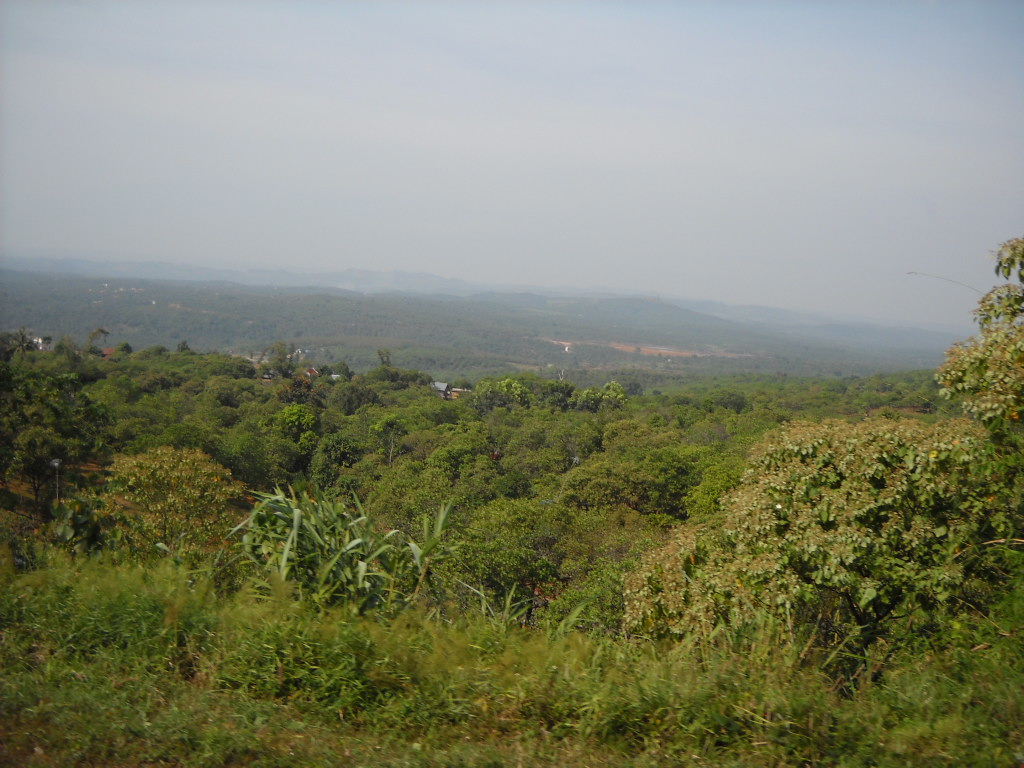
Cao nguyên Mơ Nông

Đắk Nông nằm trọn trên cao nguyên M'Nông, với độ cao trung bình từ 600 mét đến 700 mét so với mặt nước biển, cao nhất là ở Tà Đùng với độ cao lên đến 1.982 mét. Nhìn chung địa hình Đắk Nông chạy dài và thấp dần từ đông sang tây. Địa hình đa dạng, phong phú và bị chia cắt mạnh, có sự xen kẽ giữa các núi cao, với các cao nguyên rộng lớn, dốc thoải, lượn sóng, khá bằng phẳng xen kẽ các dải đồng bằng thấp trũng.
Khí hậu Đắk Nông chuyển tiếp giữa hai tiểu vùng khí hậu Tây Nguyên và Đông Nam Bộ, chính vì vậy chế độ khí hậu mang đặc điểm chung của khí hậu nhiệt đới gió mùa cận xích đạo, nhưng có sự nâng lên của địa hình nên có đặc trưng của khí hậu cao nguyên nhiệt đới ẩm, vừa chịu ảnh hưởng của gió mùa Tây Nam khô nóng. Khí hậu phân hóa thành 2 mùa rõ rệt là mùa mưa và mùa khô. Mùa mưa thường kéo dài từ tháng 4 đến hết tháng 11, tập trung trên 90% lượng mưa cả năm. Lượng mưa trung bình năm 2.513mm. Mùa khô từ tháng 12 đến hết tháng 3 năm sau, lượng mưa không đáng kể. Nhiệt độ trung bình năm 22–230C, nhiệt độ cao nhất 350C, thấp nhất 140C. Với điều kiện thời tiết này rất phù hợp với phát triển các cây trồng nhiệt đới lâu năm. Tuy nhiên khí hậu ở Đắk Nông cũng có những mặt bắt lợi là sự mất cân đối về lượng mưa trong năm và sự biến động lớn về biên độ nhiệt ngày đêm và theo mùa, nên yếu tố quyết định đến sản xuất và sinh hoạt là việc cấp nước, giữ nước và việc bố trí mùa vụ cây trồng.
Đắk Nông có mạng lưới sông suối, hồ, đập phân bố tương đối đều khắp, thuận lợi để khai thác nguồn nước phục vụ sản xuất nông nghiệp, công nghiệp, xây dựng các công trình thủy điện. Đất đai Đắk Nông khá phong phú và đa dạng, được chia thành 5 nhóm đất chính gồm Nhóm đất xám, đất đỏ bazan, còn lại là đất đen bồi tụ. Đất nông nghiệp chiếm 47% tổng diện tích tự nhiên. Trong đó đất trồng cây công nghiệp lâu năm chiếm phần lớn diện tích.

## Hành chính
Tỉnh Đắk Nông có 8 đơn vị hành chính cấp huyện, bao gồm 1 thành phố và 7 huyện với 71 đơn vị hành chính cấp xã, bao gồm 6 phường, 5 thị trấn và 60 xã. Tỉnh còn được phân chia thành 731 thôn, buôn, tổ dân phố.
| Diện tích (km²)                                       | 284,11         | 720,70           | 1.447,76 | 681,58           | 635,56            | 806,46           | 813,74            | 1.119,25 |
| Dân số 2019 (người)                                   | 63.046         | 92.464           | 67.782   | 100.702          | 84.283            | 80.726           | 75.435            | 61.384   |
| Mật độ (người/km²)                                    | 221,91         | 128,30           | 46,82    | 147,75           | 132,59            | 100,10           | 92,70             | 54,84    |
| Số đơn vị hành chính                                  | 6 phường, 2 xã | 1 thị trấn, 7 xã | 7 xã     | 1 thị trấn, 9 xã | 1 thị trấn, 10 xã | 1 thị trấn, 8 xã | 1 thị trấn, 11 xã | 6 xã     |
| Năm thành lập                                         | 2020           | 1990             | 1975     | 1975             | 1986              | 2001             | 1987              | 2006     |
| Nguồn: Dân số đến 01 tháng 4 năm 2019 - tỉnh Đắk Nông |                |                  |          |                  |                   |                  |                   |          |

## Lịch sử
Thời Pháp thuộc năm 1893, người Pháp toàn quyền cai trị vùng cao nguyên Trung phần, trong đó có khu vực nay là tỉnh Đắk Nông. Hệ thống hành chính thực dân tập trung ở Đăk Mil và Đăk Song. Trong thời gian từ năm 1912 đến năm 1936, tại khu vực cao nguyên M'Nông đã diễn ra cuộc khởi nghĩa lớn và quy mô kéo dài chống lại thực dân Pháp do thủ lĩnh người dân tộc M'Nông là N'trang Lơng lãnh đạo. Năm 1940, bên cạnh nhà tù Buôn Ma Thuột, Pháp cho xây dựng Ngục Đăk Mil (nay thuộc huyện Đăk Mil).
Khu vực này năm 1946 thuộc Xứ Thượng Nam Đông Dương rồi đến năm 1950 thì gom vào Hoàng triều Cương thổ trước khi đơn vị này bị xóa bỏ năm 1955 dưới chính thể Việt Nam Cộng hòa. Từ năm 1959, khu vực Nâm Nung trở thành khu căn cứ của lực lượng quân cách mạng.
Tháng 1 năm 1959, chính quyền Việt Nam Cộng hòa thành lập tỉnh Quảng Đức trên cơ sở tách gần như toàn bộ quận Đăk Song (trừ tổng Đăk Lao ở phía bắc) và một phần quận Lăk từ tỉnh Darlac (Đắk Lắk), cùng với một phần nhỏ tỉnh Phước Long và tỉnh Lâm Đồng. Tỉnh lị đặt tại Gia Nghĩa. Địa giới hành chính tỉnh Quảng Đức, về cơ bản giống như địa giới tỉnh Đắk Nông ngày nay (trừ huyện Cư Jút hiện nay khi đó thuộc quận Ban Mê Thuột của tỉnh Darlac), được chia làm 3 quận: Đức Lập, Kiến Đức, Khiêm Đức và khu hành chính Đức Xuyên. Tháng 12 năm 1960, Chính quyền Cách mạng cũng đã quyết định thành lập tỉnh Quảng Đức, giữa năm 1961, tỉnh Quảng Đức do khu VI trực tiếp chỉ đạo. Đầu năm 1962, Chính quyền Cách mạng quyết định giải thể tỉnh Quảng Đức, chuyển Đức Lập, Đức Xuyên nhập về tỉnh Đắk Lắk, Kiến Đức nhập về tỉnh Phước Long, Khiêm Đức nhập về tỉnh Lâm Đồng.
Sau ngày hai miền thống nhất, tháng 5 tháng 1975, tỉnh Quảng Đức được tái lập lại. Tháng 11 năm 1975, tỉnh Quảng Đức sáp nhập vào tỉnh Đắk Lắk. Ngày 26 tháng 11 năm 2003, Quốc hội ban hành Nghị quyết số 22/2003/QH11 chia tỉnh Đắk Lắk thành hai tỉnh Đắk Lắk và Đắk Nông. Khi tách ra, tỉnh Đắk Nông có 6 đơn vị hành chính gồm 6 huyện: Cư Jút, Đắk Mil, Đắk Nông, Đắk R'lấp, Đắk Song, Krông Nô. Tỉnh lỵ đặt tại thị trấn Gia Nghĩa, huyện Đắk Nông.
Ngày 27 tháng 6 năm 2005, chia huyện Đắk Nông thành thị xã Gia Nghĩa (thị xã tỉnh lị tỉnh Đắk Nông) và huyện Đắk Glong.
Ngày 22 tháng 11 năm 2006, chia huyện Đắk R'lấp thành 2 huyện: Đắk R'lấp và Tuy Đức.
Ngày 1 tháng 1 năm 2020, chuyển thị xã Gia Nghĩa thành thành phố Gia Nghĩa. Tỉnh Đắk Nông có 1 thành phố và 7 huyện như hiện nay.
Ngày 12 tháng 6 năm 2025, Quốc hội ban hành Nghị quyết số 202/2025/QH15 về việc sắp xếp đơn vị hành chính cấp tỉnh (nghị quyết có hiệu lực từ ngày 12 tháng 6 năm 2025). Theo đó, sáp nhập tỉnh Đắk Nông vào tỉnh Lâm Đồng.

## Kinh tế
Năm 2021, mức độ tăng trưởng kinh tế tỉnh Đắk Nông đứng thứ 2 Khu vực Tây Nguyên và đứng thứ 7 so với cả nước. Tổng sản phẩm trên địa bàn (GRDP) năm 2021 theo giá so sánh 2010 ước đạt 20.728 tỉ đồng (tương đương 896,1 triệu USD), tăng 8,63% so với năm trước. Thu nhập bình quân đầu người ước đạt 59,61 triệu đồng/người (tương đương 2.225 USD/người). Thu ngân sách Nhà nước trên địa bàn tỉnh năm 2021 ước đạt 2.847 tỉ đồng, đạt 103,74% dự toán địa phương giao và đạt 112,25% so với cùng kỳ năm trước; Chi ngân sách là 8.598 tỉ đồng, đạt 121,69% dự toán địa phương giao và tăng 12,91% so với năm trước. Tổng mức bán lẻ hàng hóa và doanh thu dịch vụ tiêu dùng ước tính năm 2021 tăng thấp hơn so với mức tăng của các năm trước (năm 2021 tăng 4,90%, năm 2020 tăng 6,37%, năm 2019 tăng 10,38% so với cùng kỳ).
Về cơ cấu nền kinh tế năm 2021, khu vực nông, lâm nghiệp và thủy sản chiếm 38,11% GRDP; khu vực công nghiệp và xây dựng chiếm 18,74%; khu vực dịch vụ chiếm 38,69%; thuế sản phẩm (-) trừ trợ cấp sản phẩm, chiếm 4,46%.
Tổng sản lượng lương thực năm 2011 đạt 317,5 ngàn tấn, bằng 99,97% kế hoạch. Sản lượng cà phê nhân 140.069 tấn, 75% hộ dân cư nông thôn được sử dụng nước sạch. Giá trị sản xuất trên 01 ha canh tác đạt 39,02 triệu, tăng 2,03 triệu so với năm 2010.
Trong năm 2022, UBND tỉnh đã chỉ đạo, điều hành thực hiện hoàn thành vượt và đạt 11/11 chỉ tiêu kinh tế - xã hội đã đề ra. Tốc độ tăng trưởng GRDP ước đạt 7,59%, tăng 0,09% so với kế hoạch; thu ngân sách Nhà nước ước đạt 3.475 tỷ đồng, vượt 15,8% kế hoạch; tổng vốn đầu tư toàn xã hội ước đạt 19.280 tỷ đồng, tăng 14,5% so với năm 2021; GRDP bình quân đầu người ước đạt 59,61 triệu đồng, đạt 112% kế hoạch; Tỷ lệ hộ nghèo giảm trên 3%, tỷ lệ hộ nghèo đồng bào dân tộc thiểu số tại chỗ giảm trên 5%; Tổng mức bán lẻ hàng hóa và doanh thu dịch vụ đạt 19.312 tỷ đồng, tăng 21% so với cùng kỳ; Tổng lượt khách du lịch đến Đắk Nông năm ước thực hiện cả năm 2022 đạt 480.000 lượt, tăng 280,6% so với cùng kỳ; Tỷ lệ che phủ rừng đạt 38,5%, trồng mới rừng tập trung đạt 2.039,57 ha; xây dựng nông thôn mới tiếp tục được quan tâm, dự kiến có thêm 3 xã đạt chuẩn nông thôn mới và 2 xã đạt chuẩn nông thôn mới nâng cao; công tác đảm bảo an sinh xã hội, chăm lo đời sống nhân dân, các lĩnh vực văn hoá, giáo dục, môi trường, cải cách hành chính, chuyển đổi số, phòng chống tham nhũng, tiêu cực tiếp tục được quan tâm chỉ đạo và có những chuyển biến tích cực; quốc phòng, an ninh, trật tự an toàn xã hội được giữ vững...

## Xã hội

### Giáo dục
Tính đến thời điểm ngày 30 tháng 9 năm 2011, trên địa bàn toàn tỉnh Đắk Nông có 240 trường học ở cấp phổ, trong đó có Trung học phổ thông (cấp 3) có 22 trường, Trung học cơ sở (cấp 2) có 82 trường, Tiểu học có 136 trường, bên cạnh đó còn có 89 trường mẫu giáo. Với hệ thống trường học như thế, nền giáo dục trong địa bàn tỉnh Đắk Nông cũng tương đối hoàn chỉnh, góp phần giảm thiểu nạn mù chữ trong địa bàn tỉnh.
Ngoài ra tỉnh có 1 trường chuyên đó là Trường THPT chuyên Nguyễn Chí Thanh: Số 08 Lê Duẩn, Thành phố Gia Nghĩa.
Tính đến hết năm 2022, toàn tỉnh có 367 cơ sở giáo dục, trong đó có 41 cơ sở giáo dục ngoài công lập, có 179/316 trường MN-PT công lập đạt chuẩn quốc gia, đạt 56,65%. Cụ thể: Giáo dục mầm non có 126 trường, 36 trường ngoài công lập, 41 trường chuẩn quốc gia, đạt 45,5%. Tiểu học có 119 trường, 01 trường ngoài công lập, 72 trường chuẩn quốc gia, đạt 61,53%. THCS có 79 trường, 02 trường ngoài công lập, 52 trường trường chuẩn quốc gia, đạt 67,53%. THPT có 33 trường, 01 trường ngoài công, 14 trường chuẩn quốc gia, đạt 43,75%. Giáo dục thường xuyên có 08 trung tâm (gồm 01 trung tâm cấp tỉnh và 07 trung tâm cấp huyện). Giáo dục hòa nhập có 02 trung tâm, 01 trung tâm tư thục.

### Y tế
Theo thống kê về y tế năm 2011, trên địa bàn toàn tỉnh Đắk Nông có 79 cơ sở khám chữa bệnh trực thuộc Sở Y tế. Trong đó có 8 trạm xá, 71 trạm y tế phường xã, với 1029 giường bệnh và 258 bác sĩ, 596 y sĩ, 859 y tá và khoảng 483 nữ hộ sinh.
Đắk Nông có bệnh viện tuyến tỉnh là Bệnh viện Đa khoa tỉnh Đắk Nông, nhưng cơ sở vật chất và kỹ thuật tại bệnh viện còn nhiều mặt hạn chế, thiếu các máy móc thiết bị hỗ trợ nên tình trạng bệnh nhân phải chuyển tuyến đến các bệnh viện tuyến trên như: Bệnh viện Chợ Rẫy (Hồ Chí Minh), Bệnh viện Đà Nẵng (Đà Nẵng), Bệnh viện Bạch Mai (Hà Nội), Bệnh viện Đa khoa vùng Tây Nguyên (tỉnh Đắk Lắk) còn cao. Ngành Y tế của tỉnh đang tập trung về nhân lực, tìm hiểu các kỹ thuật hiện đại, tham gia các khóa đào tạo từ các bệnh viện tuyến trên để hạn chế được tình trạng trên.
Toàn ngành có 14 đơn vị trực thuộc Sở Y tế (trong đó, có 06 đơn vị tuyến tỉnh: Chi cục Dân số KHHGĐ, Chi cục An toàn Vệ sinh thực phẩm, Bệnh viên đa khoa tỉnh, Trung tâm Giám đinh y khoa, Trung tâm Pháp Y, Trung tâm kiểm soát bệnh tật tỉnh và 08 Trung tâm Y tế các huyện/thành phố) với khoảng hơn 2.000 cán bộ công chức, viên chức và người lao động. Tổng số biên chế hiện có/biên chế giao là 2186/2156, trong đó, tổng số bác sĩ là 507 (sau đại học là 149); cử nhân và thạc sĩ y tế công cộng là 11; chủng loại khác là 1668.
Bệnh viện đa khoa tỉnh với quy mô 380 giường bệnh với 411 cán bộ y tế (Bác sỹ: 119; Dược: 24; Điều dưỡng: 149; Kỹ thuật viên: 32, Chuyên ngành khác: 87).
Tuyến huyện gồm 7 Trung tâm Y tế đa chức năng có 915 giường bệnh với 991 cán bộ y tế (Bác sỹ: 249; Dược: 106; Điều dưỡng: 261; Kỹ thuật viên: 59, Chuyên ngành khác: 316).
Tuyến xã gồm 71 xã, phường, thị trấn: 561 cán bộ y tế (Bác sỹ: 85; Dược: 73; Điều dưỡng: 148; Chuyên ngành khác: 225).

## Dân số
Dân số tính đến ngày 1/4/2019 của toàn tỉnh đạt 622.168, trong đó dân số thành thị: 97.040 người, chiếm 15,04%; dân số nông thôn: 548.361 người, chiếm 84,96%; dân số nam: 330.108 người, chiếm 51,15%; dân số nữ: 315.293 người, chiếm 48,85%. Tổng tỷ suất sinh năm 2018 đạt 1,82 con/phụ nữ, tiếp tục duy trì ở mức sinh thay thế. Tỷ lệ tăng tự nhiên là 14,85‰; tỷ suất sinh thô là 21,01‰; tỷ suất chết thô là 6,16‰. Tỷ suất chết của trẻ em dưới 1 tuổi là 24,7‰. Tỷ suất chết của trẻ em dưới 5 tuổi là 37,6‰. Tuổi thọ trung bình của dân số toàn tỉnh năm 2018 là 69,92 năm, trong đó nam là 67,11 năm và nữ là 72,9 năm.. Tỷ lệ đô thị hóa tính đến năm 2022 đạt 30%.
Tính đến ngày 1 tháng 4 năm 2019, toàn tỉnh có 12 tôn giáo khác nhau đạt 281.643 người, nhiều nhất là Công giáo có 176.790 người, tiếp theo là đạo Tin Lành có 83.700 người, Phật giáo có 20.600 người, đạo Cao Đài có 341 người. Còn lại các tôn giáo khác như Phật giáo Hòa Hảo có 97 người, Minh Lý đạo có 70 người, Hồi giáo có 18 người, Tứ Ân Hiếu Nghĩa có chín người, tôn giáo Baha'i có bảy người, Tịnh độ cư sĩ Phật hội Việt Nam có sáu người, Bà La Môn có bốn người và 1 người theo Minh Sư đạo.
Theo thống kê của tổng cục thống kê Việt Nam, tính đến ngày 1 tháng 4 năm 2009, toàn tỉnh Đắk Nông có 40 dân tộc. Trong đó, đông nhất là người kinh với 332.431 người, xếp thứ 2 là người Mnông với 39.964 người, vị trí thứ 3 là người Nùng với 27.333 người, người Mông ở vị trí thứ 4 với 21.952 người, cùng với các dân tộc khác như người Tày với 20.475 người, người Dao có 13.932 người, người Thái có 10.311 người, người Mạ có 6.456 người, Ê Đê có 5.271 người, người Hoa có 4.686 người, người Mường có 4.070 người...cùng một số dân tộc ít người khác.
Theo thống kê năm 2020, tỉnh Đắk Nông có diện tích 6.509,27 km², dân số năm 2020 là 637.907 người, mật độ dân số đạt 98 người/km².

## Văn hóa
Nét đặc sắc của Đắk Nông có lẽ vẫn phần nào là rất nhiều của Đắk Lắk do một thời gian dài tỉnh này là một khu vực của Đắk Lắk.
Vùng đất này có nền văn hóa cổ truyền khá đa dạng của nhiều dân tộc đậm nét truyền thống và bản sắc riêng. Nơi đây còn lưu giữ nhiều pho sử thi truyền miệng rất độc đáo như sử thi Đam San dài hàng ngàn câu. Các luật tục cổ, kiến trúc nhà sàn, nhà rông và tượng nhà mồ còn chứa bao điều bí ẩn đầy hấp dẫn.
Các loại nhạc cụ dân tộc từ lâu đời đã trở nên nổi tiếng và là niềm tự hào của cả vùng Tây Nguyên, của văn hóa dân gian Việt Nam: bộ đàn đá của người M'Nông (huyện Lăk - Đăk Lăk), bộ chiêng đá được phát hiện tại Đắk R'lấp có niên đại hàng ngàn năm về trước, đàn T'rưng, đàn K'lông pút, đàn nước, kèn, sáo... Nếu đúng dịp, du khách sẽ được tham dự những lễ hội độc đáo còn nguyên chất dân gian. Trong lễ hội, cả buôn làng cầm tay nhau nhảy múa xung quanh đống lửa theo nhịp của cồng, chiêng.
Đăk Nông là vùng đất sinh sống từ hàng ngàn đời của đồng bào các dân tộc tại chỗ, đồng thời cũng là vùng đất quần tụ của cư dân từ nhiều vùng miền về sinh cơ, lập nghiệp nên đời sống tâm linh, tôn giáo, tín ngưỡng cũng vô cùng phong phú.
Ngoài ra, đồng bào các dân tộc Đăk Nông còn có rất nhiều tín ngưỡng để tôn thờ, đặc biệt là đồng bào các dân tộc tại chỗ thờ cúng Yàng (Trời), thần Núi, thần Sông v.v. và rất nhiều lễ hội như: Lễ hội Đâm trâu (ăn trâu). Lễ mừng nhà mới, Lễ mừng mùa, Lễ bỏ mả .v.v. phong phú và đặc sắc.

## Giao thông
Có Quốc lộ 14, Quốc lộ 14C, Quốc lộ 28 đi qua.

## Đài phát thanh - truyền hình
Tỉnh Đắk Nông hiện tại có 1 đài phát thanh - truyền hình là Đài Phát Thanh - Truyền Hình Đắk Nông ( PTD ) nằm ở Số 82, Đường 23/3, Nghĩa Đức, Gia Nghĩa, Đắk Nông

## Hình ảnh

Nhà hàng Sơn Mã PalaceNhà hàng Sơn Mã Palace
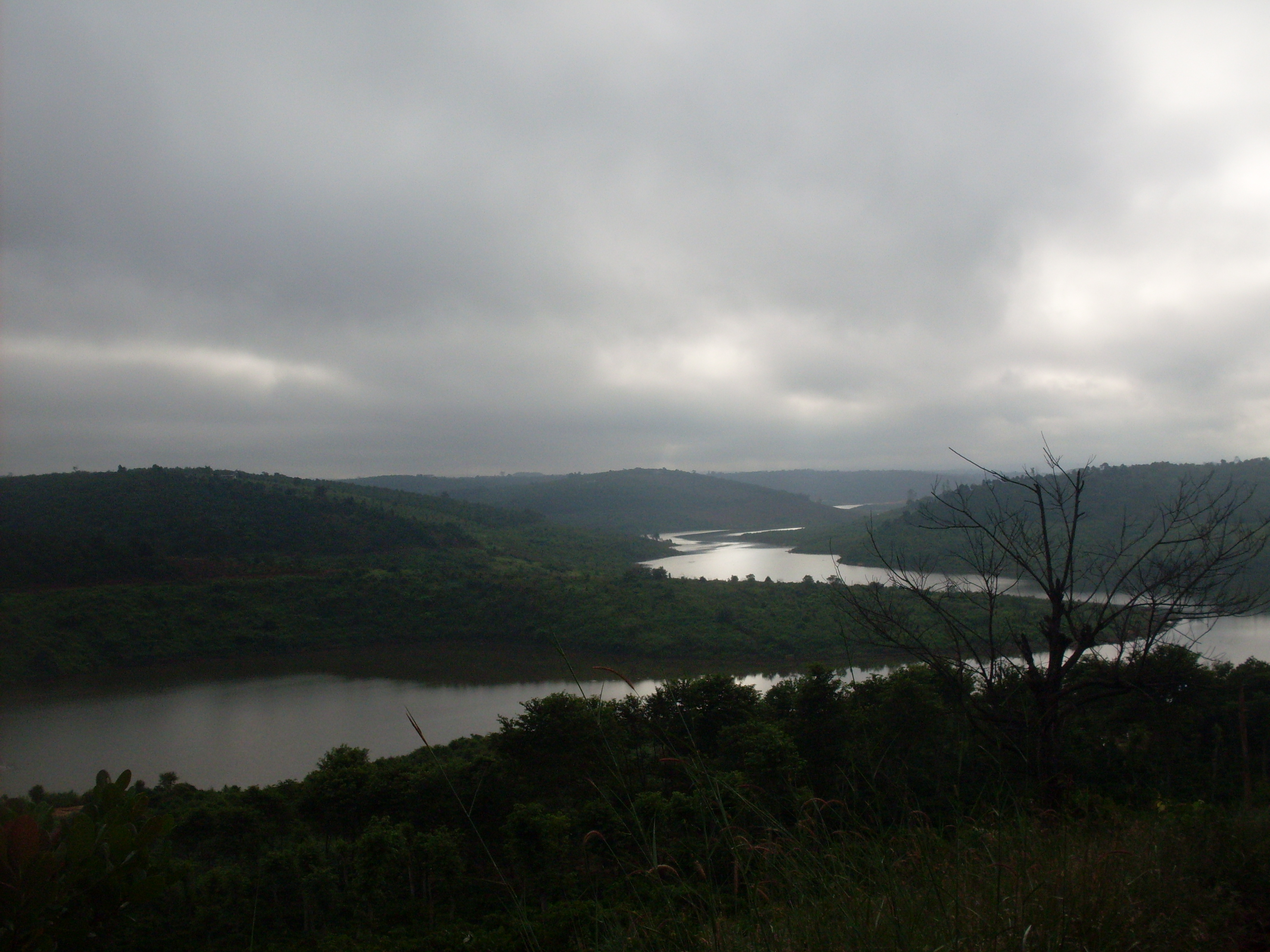
Sông Dak R'Tih
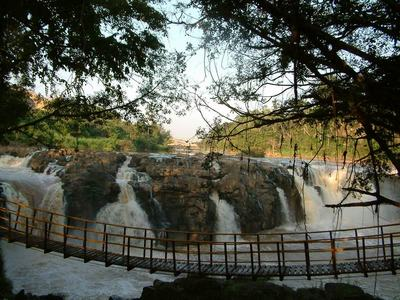
Thác Gia Long
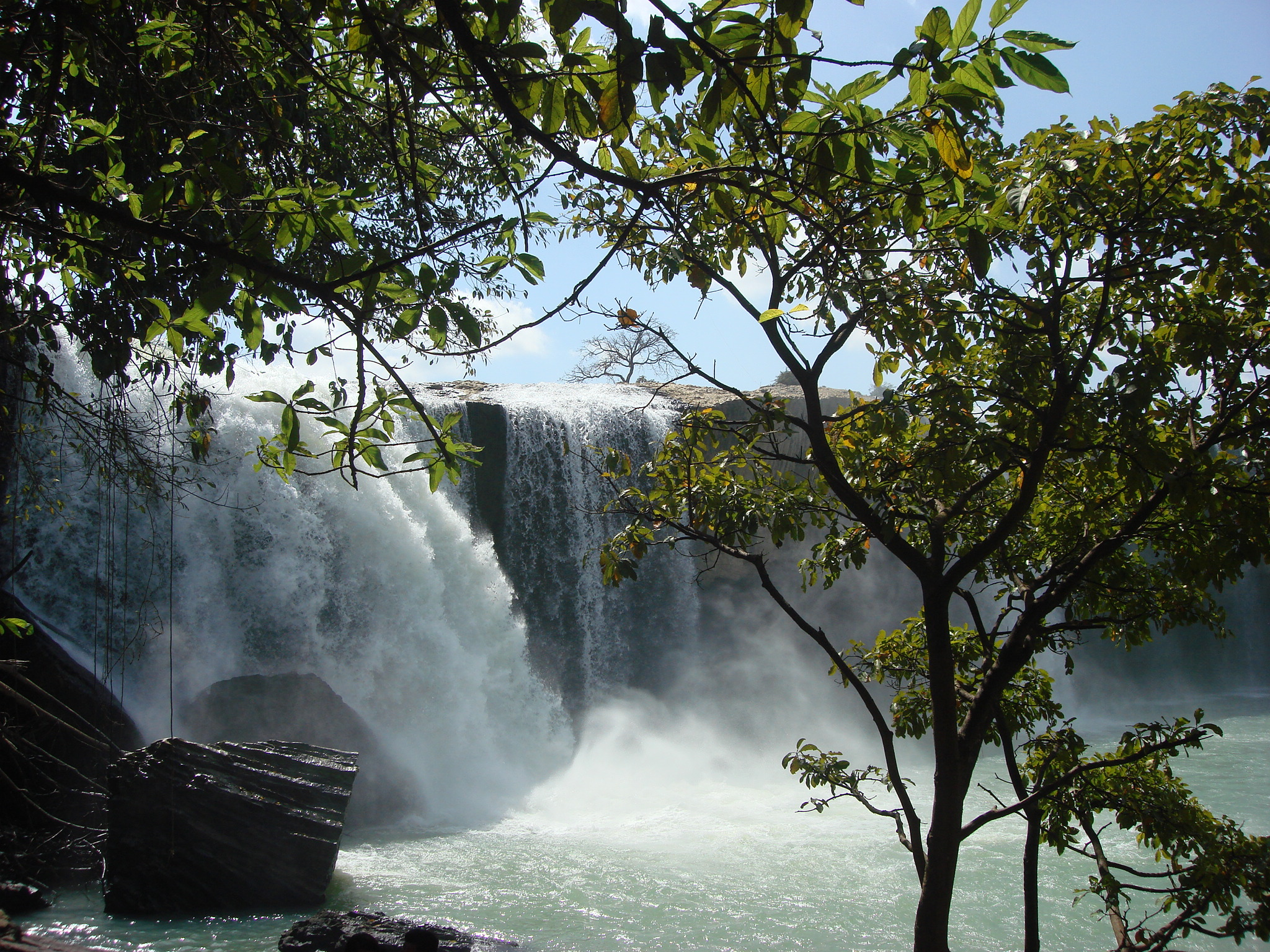
Thác Dray Nur
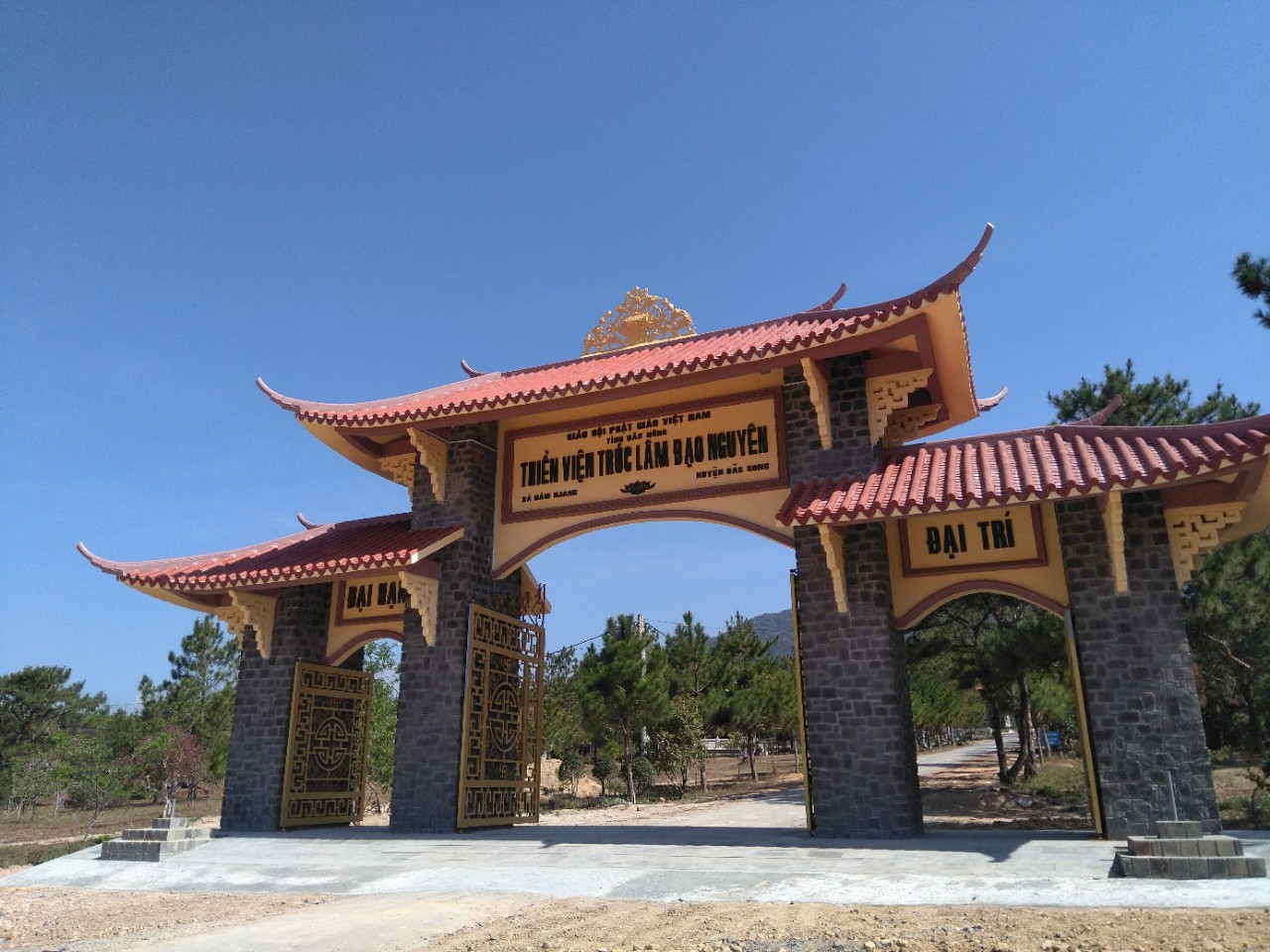
Thiền viện Trúc Lâm Cao nguyên
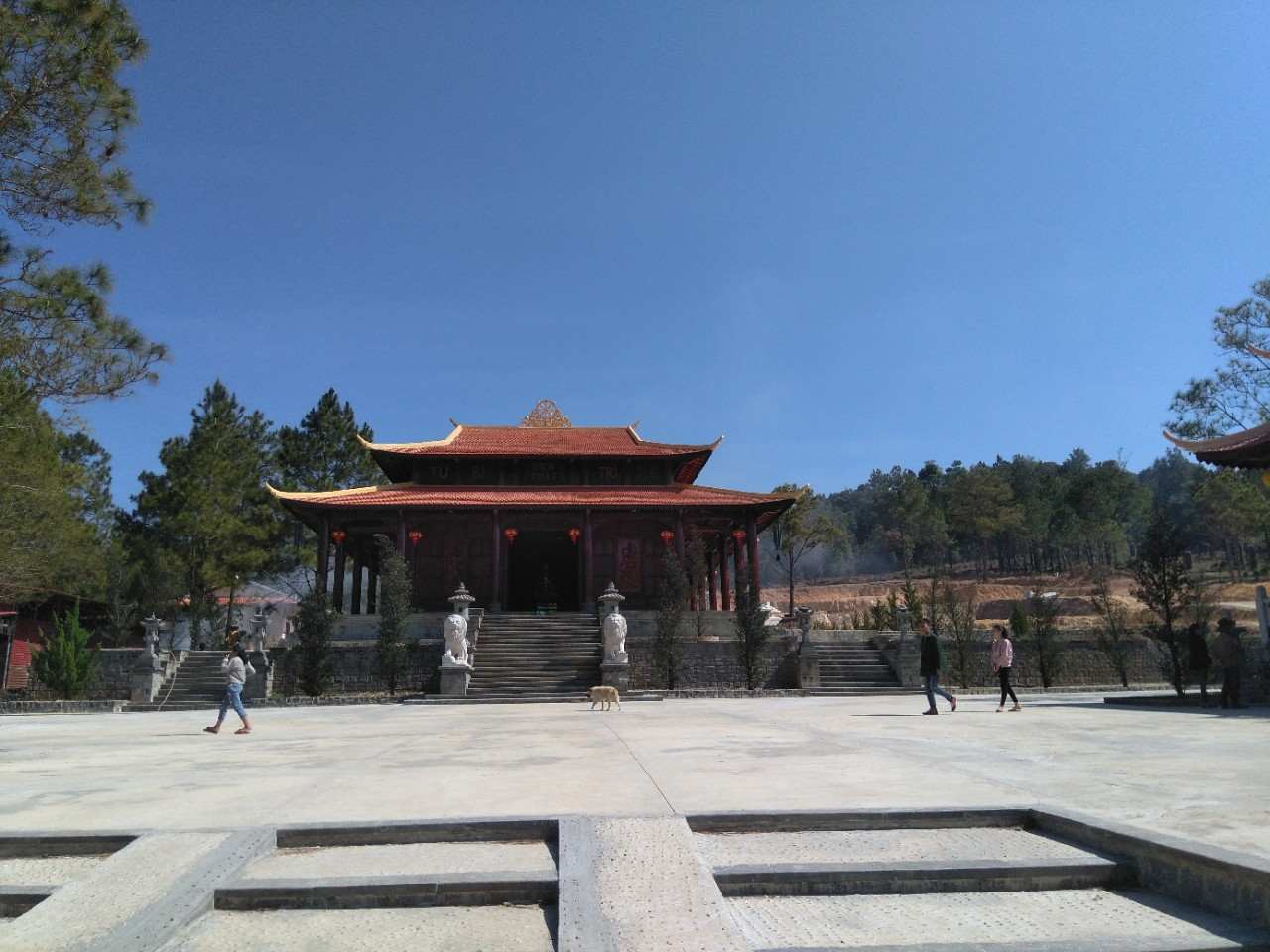
Toàn cảnh Trúc Lâm
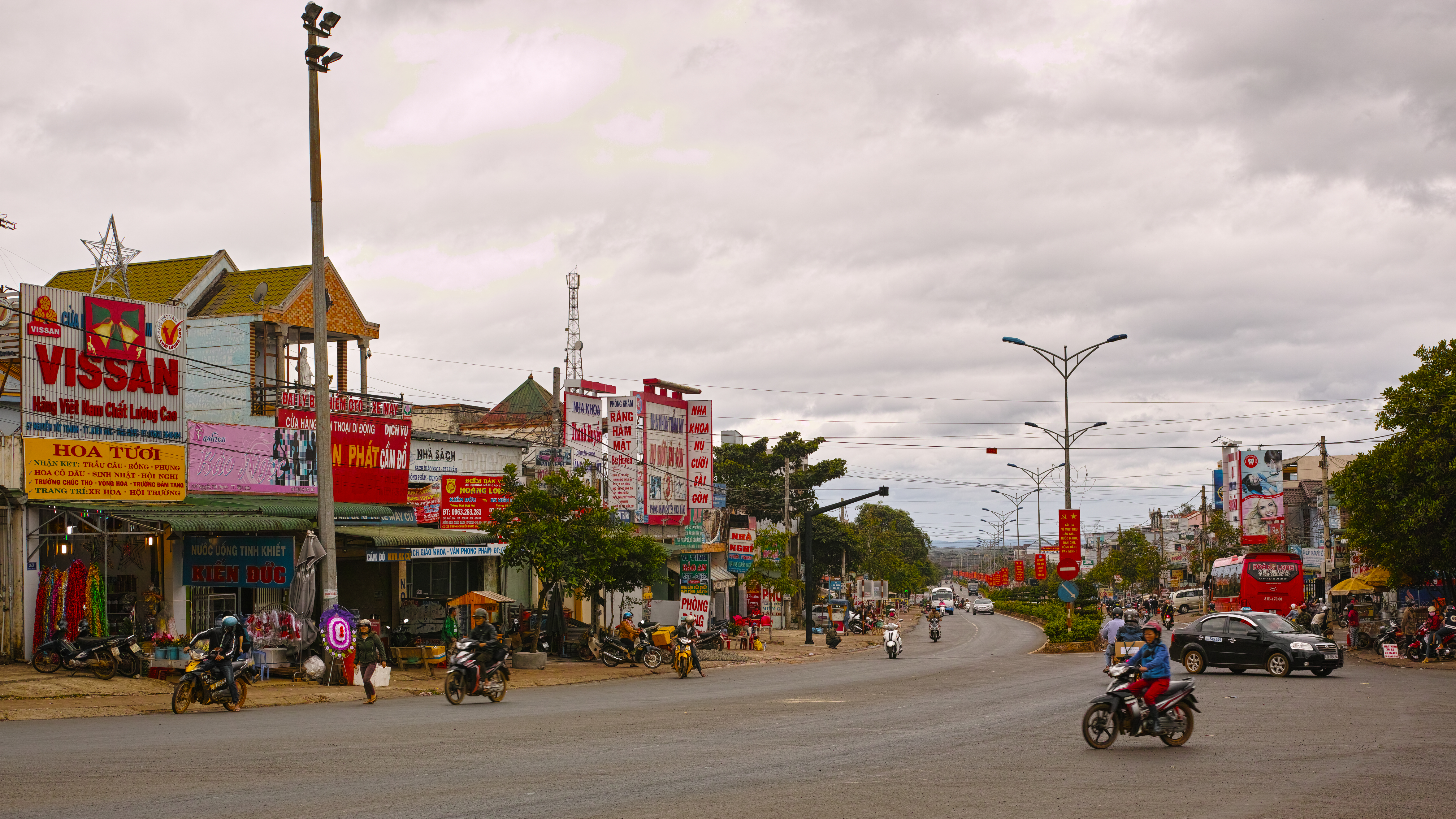
Thị trấn Kiến Đức
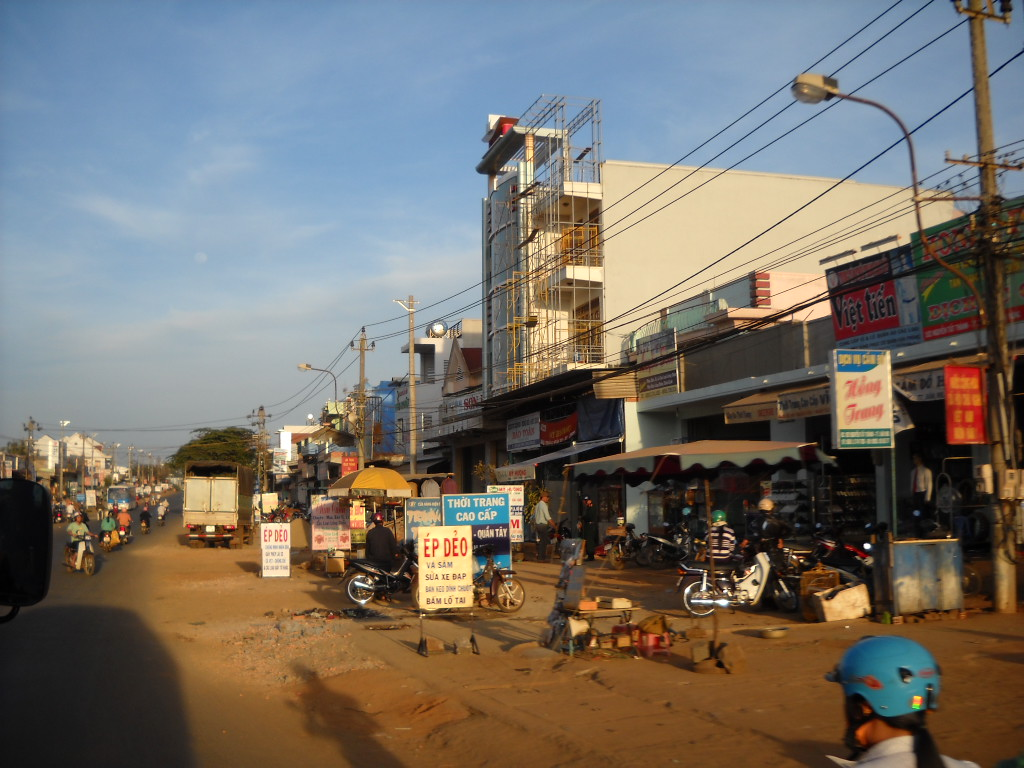
Thị trấn Đắk Mil